# シネ・ディジェスト
『シネ・ディジェスト』（仏語Ciné-Digest、1949年5月 - 1950年6月）は、かつて存在したフランスの映画雑誌。のちに映画監督となるジャン＝シャルル・タケラとアンリ・コルピが創刊したことで知られる。

## 来歴・概要
- 1949年5月、週刊の映画雑誌『レクラン・フランセ』出身の当時23歳のジャーナリストジャン＝シャルル・タケラと、『映画とその人々 Le cinéma et ses hommes』（1947年）を著した当時27歳のシネフィルアンリ・コルピが月刊誌として創刊。
- おもな執筆者は、タケラ、コルピ、アレクサンドル・アストリュックほか。タケラは前年の1948年、ジャン・コクトーを会長としたシネクラブ「オブジェクティフ49」の結成に参加している。
- 1949年10月、第6号にルイ・ジューヴェを賞賛するA・ルモワーヌの『素晴らしきジューヴェ Jouvet le magnifique』が掲載された[1]。
- 1949年11月1日、第7号が発行されている。
- 1949年12月25日、第8号にキャロル・リード『第三の男』（1949年）についての記事を掲載。同作は、フランスでは同年10月20日に公開された。
- 1950年2月、第10号にジョーゼフ・L・マンキーウィッツ『他人の家』（1949年）についての記事を掲載。
- 1950年3月、第11号にアルフレッド・ヒッチコック『ロープ』（1948年）についての記事を掲載。同作は、フランスでは同年2月22日に公開された。
- 1950年6月、第14号をもって廃刊。

## 註
1. ↑  Louis Jouvet 英語